# 陳德霖
陳德霖，GBS，JP（1954年10月30日— ），前任香港金融管理局總裁（金融管理專員），亦曾經出任香港行政長官辦公室主任。

## 簡歷
陳德霖畢業於蘇浙小學和皇仁書院（1966年入讀），後來在1976年於香港中文大學社會學系畢業及取得社會科學學士，於1976年加入香港政府政務職系。
1991年，陳德霖出任香港外匯基金管理局副局長（貨幣管理）。1993年香港金融管理局成立時，陳德霖出任助理總裁，於1996年晉升為副總裁；其12年任內推動了多項重要的金融政策和項目，包括發展香港金融基建、引入人民幣銀行業務到香港，以及促進亞洲中央銀行區域金融合作。
1997年亞洲金融風暴期間，他在香港政府為了穩定金融體系而作出的入市行動的過程中擔當着重要的角色。
2005年12月至2007年6月，他出任渣打銀行亞洲區副主席。2007年7月起，陳德霖獲得委任為香港行政長官辦公室主任。於2006年，陳德霖創立了智經研究中心。
2009年7月17日，財政司司長曾俊華公布陳德霖由2009年10月1日起接替任志剛出任香港金融管理局總裁，合約為期5年。2014年3月20日，政府公布陳德霖續任香港金融管理局總裁，合約為期5年，2014年10月1日生效。
2020年8月5日，香港城市大學公佈，陳德霖將獲頒授榮譽工商管理學博士學位。
2020年10月，陳德霖成立數碼科技公司，發行稱為「圓幣」的數碼貨幣，其中合作夥伴包括已故中國國家領導人鄧小平的外孫女婿冯波。

## 榮譽
- 銀紫荊星章（1999年）
- 官守太平紳士（2007年）
- 金紫荊星章（2012年）
- 香港城市大學榮譽工商管理學博士（2020年）